# Dichromia duplicalis
Dichromia duplicalis là một loài bướm đêm trong họ Erebidae.